# Fossil Bluff

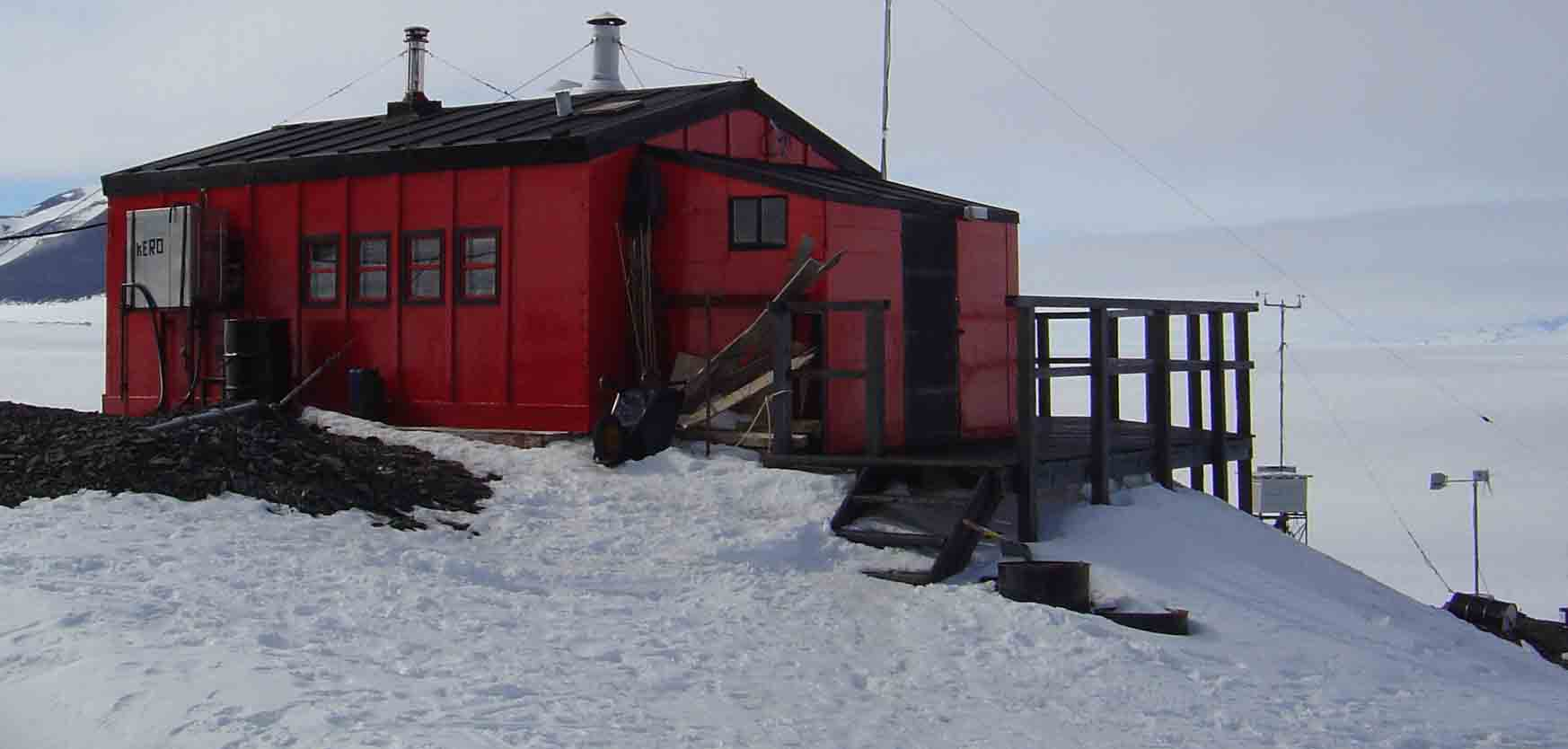
"The Hut". Hoofdgebouw

Fossil Bluff is een Britse basis op Alexandereiland voor de kust van het Antarctisch schiereiland. De basis dient als tankstation voor vliegtuigen en als meteorologisch station voor de British Antarctic Survey. Het ligt aan de oosterzijde van het eiland en aan de George 6 zeestraat die het eiland scheidt van het vasteland. De basis heeft een vliegverbinding met de nabijgelegen basis Rothera Research Station (90 minuten), waarvandaan de basis ook bevoorraad wordt.
De basis werd opgezet op 20 februari 1961 als onderdeel van de Britse claim op het Brits Antarctisch Territorium en wordt sinds 1975 alleen zomers meer bewoond.
1 km ten zuiden van de basis ligt een 1200 meter lange landingsbaan die alleen geschikt is voor skivliegtuigen.